# 昆布岳
昆布岳（こんぶだけ）は、北海道虻田郡豊浦町と虻田郡ニセコ町とにまたがる標高1,045.1mの鮮新世後期の火山である。

## 概要
語源はアイヌ語で「コンポ・ヌプリ」（小さなコブ山）を意味し、漢字表記は当て字で、昔は混保岳と当て字されていた。一等三角点（点名「昆布岳」）の山である。東西に延びるニセコ連峰と湾奥からの噴火湾を遠望する大展望台となる。

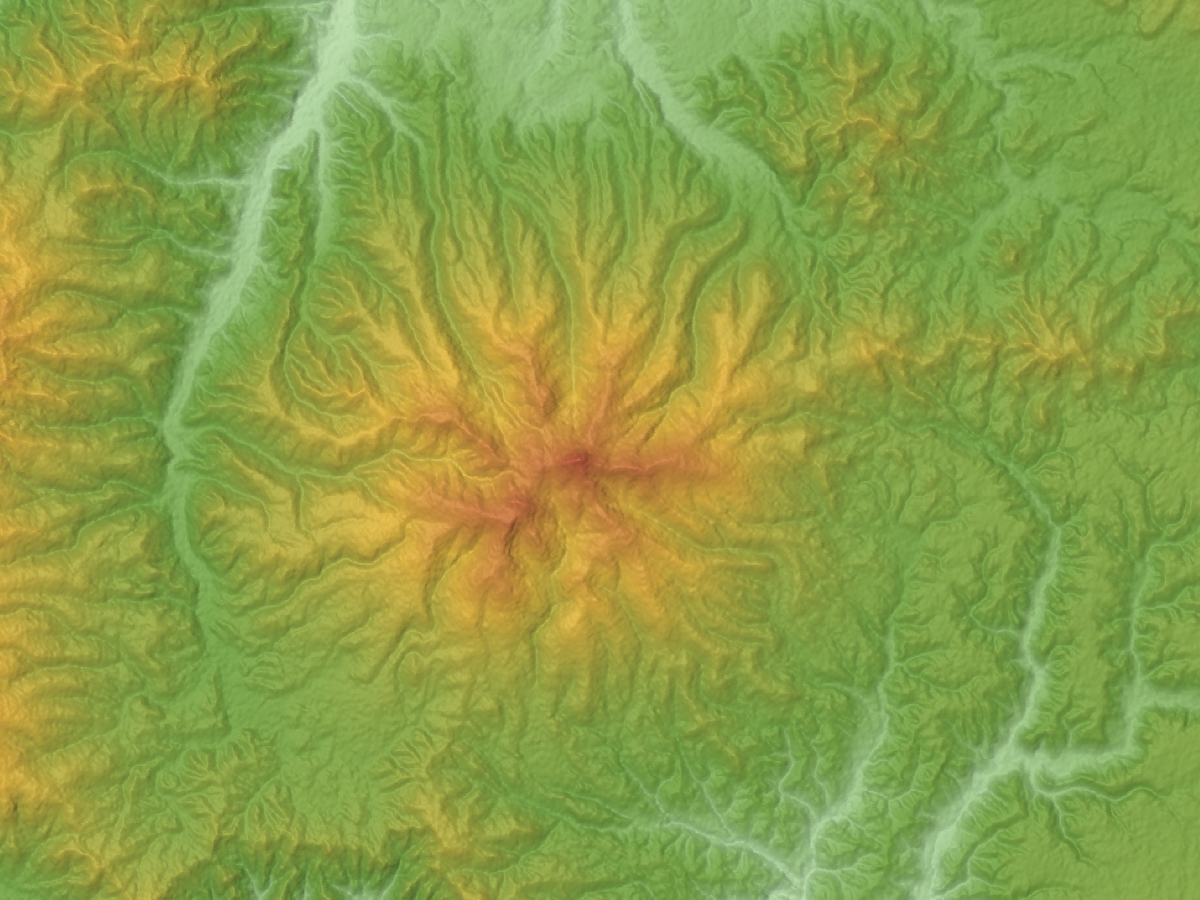
昆布岳の地形図
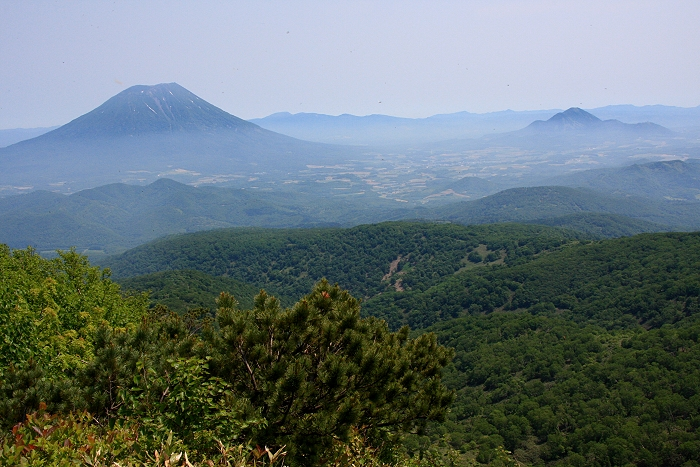
山頂より望む羊蹄山（左）と尻別岳（右）

## 近隣の山
- 西昆布岳（804m）
- 幌内山（842m）
- 貫気別山（904m）
- ペタヌ山（461m）